# Engonia minor
Engonia minor är en insektsart som beskrevs av Brunner von Wattenwyl 1878. Engonia minor ingår i släktet Engonia och familjen vårtbitare. Inga underarter finns listade i Catalogue of Life.